# Norwegian Wood
"Norwegian Wood (This Bird Has Flown)" er en sang skrevet John Lennon og Paul McCartney. Sangen anses for hovedsageligt at være komponeret af John Lennon, mens der er flere udlægninger af, præcist hvad og hvor meget McCartney bidrog med.
Sangen er indspillet af The Beatles i to omgange, 12. og 21. oktober 1965, og er første gang udgivet på albummet Rubber Soul fra december 1965. Lennon synger hovedstemmen på nummeret, mens McCartney synger kor. Instrumenterne på nummeret er akustisk rytmeguitar (Lennon), bas (McCartney), sitar (George Harrison) og tamburin, maracas samt fingerbækken (Ringo Starr).
Teksten adskiller sig noget fra de fleste af gruppens tidligere sange derved, at den beskriver et møde mellem sangeren og en kvinde på en måde, så der er store fortolkningsmuligheder. Lennon har i et interview sagt, at kvinden, der refereres til i sangen, er en af de udenomsægteskabelige forbindelser, han havde i de år. Der er et tilstræbt humoristisk anstrøg over nummeret, som stammer fra Lennon og McCartneys beslutning om at prøve at skrive "comedy-sange". Titlen stammer ifølge McCartney fra et modelune fra midten af 1960'erne, hvor en del unge mennesker brugte træ til indendørsindretning, typisk billig fyr, men da "cheap pine" ikke lød som en god sangtitel, kom "Norwegian Wood" frem via en associering herfra.
Melodien går i en valsetakt, og den er ofte krediteret som den første popsang, der anvender sitar, men Jonathan Bellman hævder, at den ære bør gå til The Kinks på "See My Friends", der udkom i juli 1965.